# Stiftskirche Mariä Himmelfahrt (Glogau)

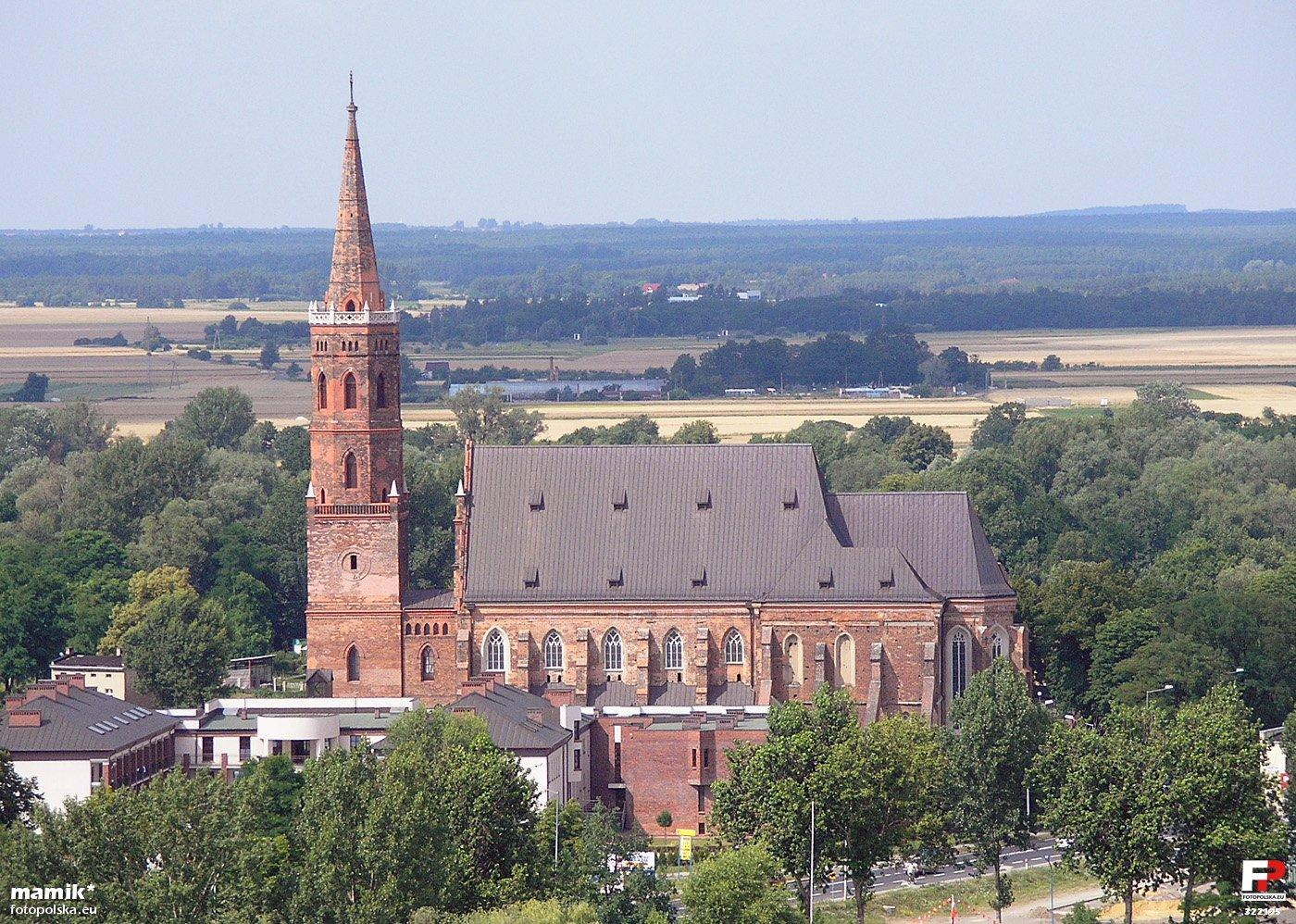
Stiftskirche Mariä Himmelfahrt

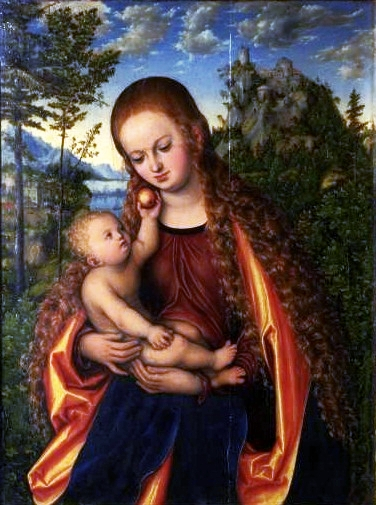
Lucas Cranach der Ältere: Madonna, ehemals in der Kirche, heute Moskau, Pushkin Museum

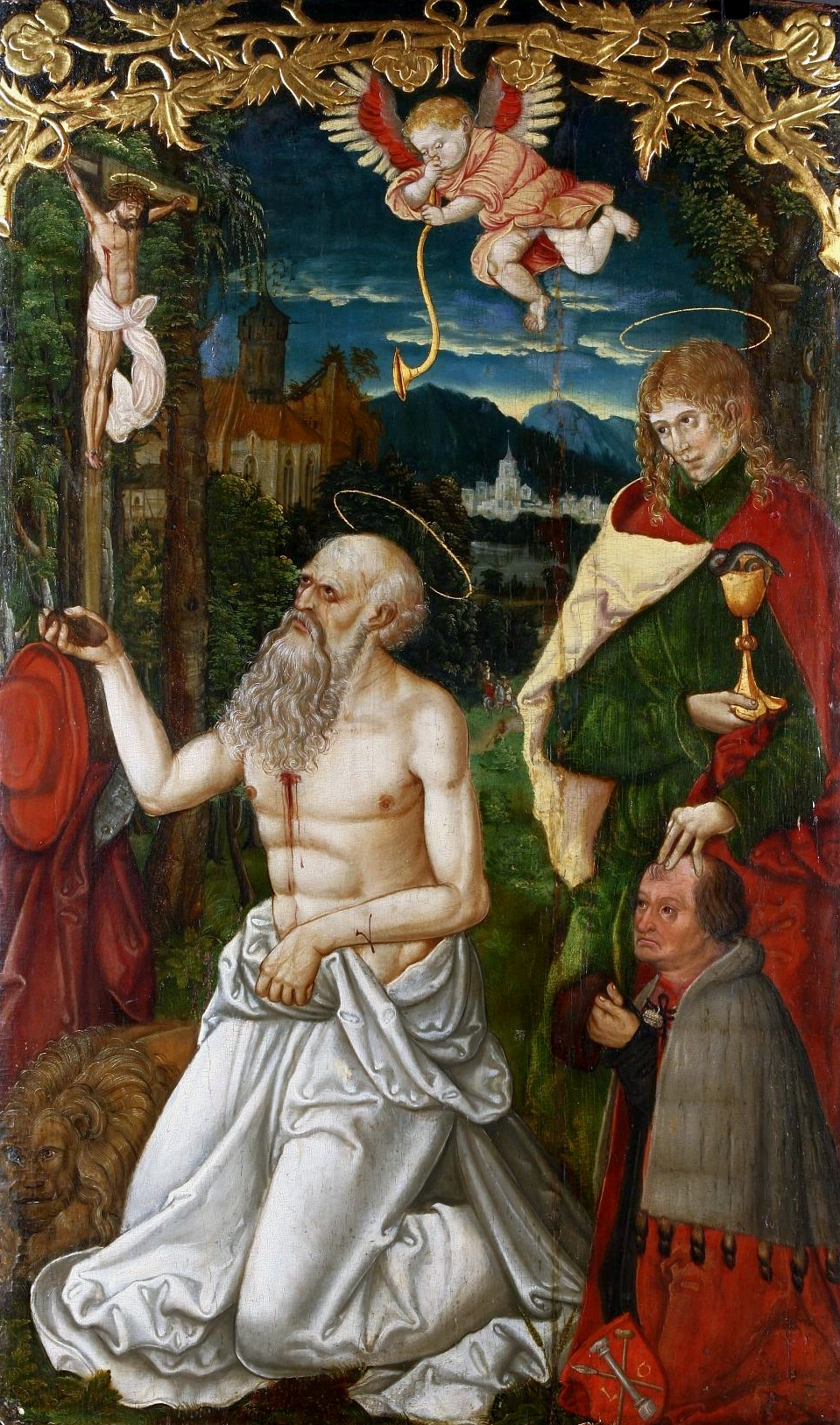
Lucas Cranach der Ältere: Hl. Hieronymus, ehemals in der Kirche, heute Głogów, Museum

Die Stiftskirche Mariä Himmelfahrt (polnisch Kolegiata Wniebowzięcia Najświętszej Maryi Panny, deutsch auch: Kollegiatskirche) in Głogów (Glogau) im Powiat Głogowski der Woiwodschaft Niederschlesien in Polen ist eine römisch-katholische Kollegiatsbasilika. Wegen ihrer Geschichte, ihrer Architektur und ihren Kunstschätzen gehört sie zu den Wahrzeichen der Stadt. An der Kirche vereinigen sich zwei Abzweigungen des Jakobswegs.

## Geschichte
Die Kirche wurde auf der ehemaligen Burginsel als eine der ältesten Kirchen Schlesiens im romanischen Stil errichtet. Der ursprüngliche Bau geht auf die frühe Piastenzeit im 11. Jahrhundert zurück. 1120 wurde die Kirche zur Kollegiatsbasilika erhoben. Das Kollegiatsstift entstand an der Stelle einer vorher bestehenden kleinen Kapelle.
Um 1220/40 ließen Herzog  Konrad II. und dessen Gemahlin eine große Stiftskirche aus Backstein errichteten, die sie zu ihrer Grablege bestimmten. Bis 1262 wurde sie im Stil der Spätromanik ausgebaut. Ihre gotische Form als dreischiffige Hallenkirche mit einem Kapellenkranz erhielt die Kirche in den Jahren 1413 bis 1466. 
Als Kanoniker wirkte an der Kirche Johann von Glogau, einer der Lehrer des Astronomen Nikolaus Kopernikus. Im 17. Jahrhundert wurde der Innenraum barockisiert, und im 19. Jahrhundert wurde der Turm im Stil der Neugotik erhöht. Während des Zweiten Weltkriegs wurden einige wichtige Kunstwerke aus der Kirche evakuiert. Bei Kriegsende wurde die Kirche fast vollständig zerstört. Der Wiederaufbau erfolgte über mehrere Jahrzehnte bis 1999. 

## Bauwerk
Die Kirche ist eine Pfeiler-Basilika mit anschließendem Staffelchor. Die Hauptapsis hatte einen 5/10-Schluss, die Nebenapsiden waren gerade geschlossen. An der Nordseite des Hauptchors ist die originale Mauer noch gut erhalten, was an dem Kreuzbogenfries und dem Spitzbogenfenster mit dickem Wulst erkennbar ist.

## Ausstattung
Besonders bekannt sind die ursprünglich in der Kirche hängenden Gemälde von Lucas Cranach dem Älteren.
Die Bronzetür und die Buntglasfenster wurden von Czesław Dźwigaj geschaffen. 